# Venus and Mars
Venus and Mars este al patrulea album al trupei Wings. Urmat succesului enorm avut cu Band on the Run, Venus and Mars a continuat seria de hituri a formației și a stat la baza unui turneu susținut de Wings pe parcursul unui an întreg. A fost primul album post-Beatles al lui Paul McCartney lansat prin Capitol Records. 

## Tracklist
1. "Venus and Mars" (Paul McCartney, Linda McCartney) (1:20)
2. "Rock Show" (P. McCartney, L. McCartney) (5:31)
3. "Love in Song" (P. McCartney, L. McCartney) (3:04)
4. "You Gave Me the Answer" (P. McCartney, L. McCartney) (2:15)
5. "Magneto and Titanium Man" (P. McCartney, L. McCartney) (3:16)
6. "Letting Go" (P. McCartney, L. McCartney) (4:33)
7. "Venus and Mars (Reprise)" (P. McCartney, L. McCartney) (2:05)
8. "Spirits of Ancient Egypt" (P. McCartney, L. McCartney) (3:04)
9. "Medicine Jar" (Jimmy McCulloch, Colin Allen) (3:37)
10. "Call Me Back Again" (P. McCartney, L. McCartney) (4:58)
11. "Listen to What the Man Said" (P. McCartney, L. McCartney) (4:01)
12. "Treat Her Gently/Lonely Old People" (P. McCartney, L. McCartney) (4:21)
13. "Crossroads Theme" (Tony Hatch) (1:00)

## Single-uri
- "Venus and Mars/Rock Show" (1975)
- "You Gave Me the Answer" (1975)
- "Magneto and Titanium Man" (1975)
- "Letting Go" (1975)
- "Listen to What the Man Said" (1975)

## Componență
- Paul McCartney - voce, chitară bas, chitare, claviaturi, pian
- Linda McCartney - claviaturi, voce
- Denny Laine - chitare, claviaturi, voce
- Jimmy McCulloch - chitare, voce
- Joe English - tobe, percuție